# Xanthopimpla brachyparea
Xanthopimpla brachyparea är en stekelart som beskrevs av Krieger 1914. Xanthopimpla brachyparea ingår i släktet Xanthopimpla och familjen brokparasitsteklar. Inga underarter finns listade i Catalogue of Life.